# Igor Jakomin
Igor Jakomin, slovenski prometni inženir in politik, * 10. februar 1970, Koper.
Od 2008 do 2011 je bil državni sekretar na prometnem ministrstvu.